# João Paulo
João Paulo da Silva (Francisco Beltrão, 22 februari 1985) is een Braziliaans voetballer die als middenvelder speelde.

## Carrière
João Paulo speelde tussen 2002 en 2021 voor AD São Caetano, Londrina EC, América FC (São Paulo), Paraná Clube, Club Athletico Paranaense en Coritiba Foot Ball Club.